# Municipio de Rinehart
El municipio de Rinehart (en inglés: Rinehart Township) es un municipio ubicado en el condado de Dickinson en el estado estadounidense de Kansas. En el año 2010 tenía una población de 212 habitantes y una densidad poblacional de 2,27 personas por km².

## Geografía
El municipio de Rinehart se encuentra ubicado en las coordenadas 38°54′26″N 96°58′23″O / 38.90722, -96.97306. Según la Oficina del Censo de los Estados Unidos, el municipio tiene una superficie total de 93.39 km², de la cual 93 km² corresponden a tierra firme y (0,42 %) 0,39 km² es agua.

## Demografía
Según el censo de 2010, había 212 personas residiendo en el municipio de Rinehart. La densidad de población era de 2,27 hab./km². De los 212 habitantes, el municipio de Rinehart estaba compuesto por el 94,81 % blancos, el 2,36 % eran afroamericanos, el 0,47 % eran amerindios y el 2,36 % eran de una mezcla de razas. Del total de la población el 2,36 % eran hispanos o latinos de cualquier raza.